# Lista monumentelor istorice din județul Mureș - S

Simbol pentru monumentele istorice

Lista monumentelor istorice din județul Mureș - S cuprinde monumentele istorice înscrise în Patrimoniul cultural național al României și aflate în localități ce încep cu litera S din județul Mureș.
Lista completă este menținută și actualizată periodic de către Ministerul Culturii, Cultelor și Patrimoniului Național din România, prin intermediul Institutului Național al Patrimoniului, ultima versiune datând din 2015. Această listă cuprinde și actualizările ulterioare, realizate prin ordin al ministrului culturii.
| Cod LMI                                        | Denumire | Localitate                                              | Localizare | Datare, Creatori                                            | Imagine               | Erori             |
| ---------------------------------------------- | --- | ------------------------------------------------------- | --- | ----------------------------------------------------------- | --------------------- | ----------------- |
| MS-I-s-A-15426 (RAN: 114523.01)                | Necropola romană de la Sighișoara | municipiul Sighișoara                                   | „Pârâul Hotarului”, la 2 km de oraș, pe versantul sudic al Șaeșului, în dreapta DJ Sighișoara - Șaeș 46.21056°N 24.77778°E | Epoca romană                                                | Încarcă foto \| video | Raportează eroare |
| MS-I-s-A-15427 (RAN: 114523.02)                | Castrul roman de la Sighișoara | municipiul Sighișoara                                   | „Podmoale” (Burgstadel) 46.23943°N 24.7521°E | Epoca romană                                                | Încarcă foto \| video | Raportează eroare |
| MS-I-m-A-15427.01                              | Castru | municipiul Sighișoara                                   | „Podmoale” (Burgstadel), la 3 km NV de oraș, pe șoseaua Sighișoara - Mediaș | sec. II - III p. Chr.                                       | Încarcă foto \| video | Raportează eroare |
| MS-I-m-A-15427.02 (RAN: 114523.02.02)          | Vicus militaris | municipiul Sighișoara                                   | „Podmoale” (Burgstadel), la 3 km NV de oraș, pe șoseaua Sighișoara - Mediaș 46.21056°N 24.77778°E | sec. II - III p. Chr.                                       | Încarcă foto \| video | Raportează eroare |
| MS-I-s-A-15428 (RAN: 114523.03)                | Situl arheologic de la Sighișoara, punct „Dealul Turcului” | municipiul Sighișoara                                   | „Dealul Turcului” (Wietenberg) |                                                             | Încarcă foto \| video | Raportează eroare |
| MS-I-m-A-15428.01 (RAN: 114523.03.03)          | Așezare fortificată | municipiul Sighișoara                                   | „Dealul Turcului” (Wietenberg), la 2 km NV de oraș 46.21056°N 24.77778°E | sec. II - I a. Chr., Cultura geto-dacică                    | Încarcă foto \| video | Raportează eroare |
| MS-I-m-A-15428.02 (RAN: 114523.03.02)          | Necropolă | municipiul Sighișoara                                   | „Dealul Turcului” (Wietenberg), la 2 km NV de oraș 46.21056°N 24.77778°E | sec. II - I a. Chr., Cultura geto-dacică                    | Încarcă foto \| video | Raportează eroare |
| MS-I-m-A-15428.03 (RAN: 114523.03.01)          | Așezare fortificată | municipiul Sighișoara                                   | „Dealul Turcului” (Wietenberg), la 2 km NV de oraș 46.21056°N 24.77778°E | Epoca bronzului, Cultura Wietenberg                         | Încarcă foto \| video | Raportează eroare |
| MS-I-s-B-15422 (RAN: 119340.01)                | Așezarea fortificată de la Sângeorgiu de Pădure | oraș Sângeorgiu de Pădure                               | „Cetățuia” (Vár), la S de sat, în valeapârâului Küsmöd | Hallstatt                                                   | Încarcă foto \| video | Raportează eroare |
| MS-I-s-B-15423 (RAN: 119340.02)                | Așezarea fortificată de la Sângeorgiu de Pădure | oraș Sângeorgiu de Pădure                               | „Cseholdal”, la E de sat | sec. IX a. Chr.                                             | Încarcă foto \| video | Raportează eroare |
| MS-I-s-B-15424 (RAN: 119340.03)                | Așezarea romană de la Sângeorgiu de Pădure | oraș Sângeorgiu de Pădure                               | pe malul drept al pârâului Löcz | Epoca romană                                                | Încarcă foto \| video | Raportează eroare |
| MS-I-s-B-15429 (RAN: 114863.01)                | Așezarea romană de la Sovata | oraș Sovata                                             | „Dealul Földvár”, la SV de oraș 46.58333°N 25.05°E | sec. I-III p. Chr.                                          | Încarcă foto \| video | Raportează eroare |
| MS-I-s-B-15413 (RAN: 114890.01)                | Turn roman de la Săcădat | sat aparținător Săcădat; oraș Sovata                    | „Sakadat sorco” 46.63334°N 25.03333°E | Epoca romană                                                | Încarcă foto \| video | Raportează eroare |
| MS-I-s-B-15415 (RAN: 117907.01)                | Așezarea fortificată de la Sălcud | sat aparținător Sălcud; oraș Iernut                     | „Moara lui Lörinczi” 46.43333°N 24.16667°E | Hallstatt                                                   | Încarcă foto \| video | Raportează eroare |
| MS-I-s-B-15412 (RAN: 119215.01)                | Așezarea romană de la Saschiz | sat Saschiz; comuna Saschiz                             | „Cetatea Uriașilor”, la 4 km NE de comună 46.21083°N 24.77722°E | sec. II - III p. Chr.                                       |                       | Raportează eroare |
| MS-I-s-B-15414 (RAN: 120209.01)                | Situl arheologic de la Sălașuri | sat Sălașuri; comuna Vețca                              | „Teglas dülo (Cărămidărie)” |                                                             | Încarcă foto \| video | Raportează eroare |
| MS-I-m-B-15414.01 (RAN: 120209.01.02)          | Așezare | sat Sălașuri; comuna Vețca                              | „Teglas dülo (Cărămidărie)”, terasalângă pârâul lui Szolgo Peter | sec. VII - VIII                                             | Încarcă foto \| video | Raportează eroare |
| MS-I-m-B-15414.02 (RAN: 120209.01.01)          | Așezare | sat Sălașuri; comuna Vețca                              | „Teglas dülo (Cărămidărie)”, terasalângă pârâul lui Szolgo Peter | Latène, Cultura geto-dacică                                 | Încarcă foto \| video | Raportează eroare |
| MS-I-s-B-15416 (RAN: 114907.01)                | Situl arheologic de la Sărățeni, punct „Castru” | sat Sărățeni; comuna Sărățeni                           | „Castru” 46.5627°N 25.34481°E |                                                             | Încarcă foto \| video | Raportează eroare |
| MS-I-m-B-15416.01 (RAN: 114907.01.02)          | Așezare | sat Sărățeni; comuna Sărățeni                           | „Castru”, în vatra satului, între str. Principală, str. Jacob, str. Vârfoc, la E de biserică | sec. II - III p. Chr.                                       | Încarcă foto \| video | Raportează eroare |
| MS-I-m-B-15416.02 (RAN: 114907.01.01)          | Castru | sat Sărățeni; comuna Sărățeni                           | „Castru”, în vatra satului, între str. Principală, str. Jacob, str. Vârfoc, la E de biserică | sec. II - III p. Chr.                                       | Încarcă foto \| video | Raportează eroare |
| MS-I-s-B-15417 (RAN: 114907.02)                | Situl arheologic de la Sărățeni | sat Sărățeni; comuna Sărățeni                           | „Cetatea lui Csombod” |                                                             | Încarcă foto \| video | Raportează eroare |
| MS-I-m-B-15417.01 (RAN: 114907.02.04)          | Fortificație | sat Sărățeni; comuna Sărățeni                           | „Cetatea lui Csombod”, bot de deal la V de Sărățeni și la N de DJ Sărățeni - Sîngeorgiu de Pădure 46.58333°N 25.01667°E | sec. XVI                                                    | Încarcă foto \| video | Raportează eroare |
| MS-I-m-B-15417.02 (RAN: 114907.02.03)          | Fortificație | sat Sărățeni; comuna Sărățeni                           | „Cetatea lui Csombod”, bot de deal la V de Sărățeni și la N de DJ Sărățeni - Sîngeorgiu de Pădure 46.58333°N 25.01667°E | Latène, Cultura geto-dacică                                 | Încarcă foto \| video | Raportează eroare |
| MS-I-m-B-15417.03 (RAN: 114907.02.02)          | Fortificație | sat Sărățeni; comuna Sărățeni                           | „Cetatea lui Csombod”, bot de deal la V de Sărățeni și la N de DJ Sărățeni - Sîngeorgiu de Pădure 46.58333°N 25.01667°E | Hallstatt                                                   | Încarcă foto \| video | Raportează eroare |
| MS-I-m-B-15417.04 (RAN: 114907.02.01)          | Fortificație | sat Sărățeni; comuna Sărățeni                           | „Cetatea lui Csombod”, bot de deal la V de Sărățeni și la N de DJ Sărățeni - Sîngeorgiu de Pădure 46.58333°N 25.01667°E | Epoca bronzului                                             | Încarcă foto \| video | Raportează eroare |
| MS-I-s-B-15418 (RAN: 114907.03)                | Drumulromande la Sărățeni | sat Sărățeni; comuna Sărățeni                           | „Cetatea lui Csombod”, pe panta de E a dealului 46.58333°N 25.025°E | sec. II-III p. Chr.                                         | Încarcă foto \| video | Raportează eroare |
| MS-I-m-B-15419.01 (RAN: 117541.01.02)          | Schit | sat Sâmbriaș; comuna Hodoșa                             | „Chished”, pe drumul dintre Sâmbriaș și Matrici | 1707                                                        | Încarcă foto \| video | Raportează eroare |
| MS-I-s-B-15419 (RAN: 117541.01)                | Situl arheologic de la Sâmbriaș | sat Sâmbriaș; comuna Hodoșa                             | „Chished” |                                                             | Încarcă foto \| video | Raportează eroare |
| MS-I-m-B-15419.02 (RAN: 117541.01.01)          | Turn | sat Sâmbriaș; comuna Hodoșa                             | „Chished”, pe drumul dintre Sâmbriaș și Matrici | sec. II - III p. Chr.                                       | Încarcă foto \| video | Raportează eroare |
| MS-I-s-B-15420 (RAN: 114391.01)                | Situl arheologic de la Sâncraiu de Mureș, punct „Dealul Păgânilor” | sat Sâncraiu de Mureș; comuna Sâncraiu de Mureș         | „Dealul Păgânilor” |                                                             | Încarcă foto \| video | Raportează eroare |
| MS-I-m-B-15420.01 (RAN: 114391.01.02)          | Așezare | sat Sâncraiu de Mureș; comuna Sâncraiu de Mureș         | „Dealul Păgânilor”, lângă sat 46.55°N 24.51667°E | sec. XII - XIII                                             | Încarcă foto \| video | Raportează eroare |
| MS-I-m-B-15420.02 (RAN: 114391.01.01)          | Așezare fortificată | sat Sâncraiu de Mureș; comuna Sâncraiu de Mureș         | „Dealul Păgânilor”, lângă sat 46.55°N 24.51667°E | Epoca bronzului                                             | Încarcă foto \| video | Raportează eroare |
| MS-I-s-B-15421 (RAN: 114391.02)                | Așezarea medievală de la Sâncraiu de Mureș | sat Sâncraiu de Mureș; comuna Sâncraiu de Mureș         | „Biserică” 46.55°N 24.50833°E | sec. XII - XIII                                             | Încarcă foto \| video | Raportează eroare |
| MS-I-s-B-15425 (RAN: 119475.01)                | Drumul roman de la Sânpaul | sat Sânpaul; comuna Sânpaul                             | în vatra satului 46.46667°N 25.68333°E | sec. II - III p. Chr.                                       | Încarcă foto \| video | Raportează eroare |
| MS-II-a-A-15805 (RAN: 114523.09)               | Ansamblu fortificații: intrarea fortificată, Turnul cu Ceas, Turnul Tăbăcarilor, Turnul Cositorarilor, Turnul Frânghierilor, Turnul Măcelarilor și Bastionul Castaldo, Turnul Cojocarilor, Turnul Croitorilor, Turnul Cizmarilor, Turnul fierarilor, curtinele | municipiul Sighișoara                                   | Turnul cu Ceas-Piața Muzeului nr. 1; accesul fortificat-str. Turnului; Turnul Tăbăcarilor-str. Cositorarilor 18; Turnul Cositorarilor-str. Cositorarilor nr. 11; Turnul Frânghierilor-str. Scării nr. 8; Turnul Măcelarilor și Bastionul Castaldo-str. Cojocarilor nr. 15; Turnul Cojocarilor-str. Cojocarilor 12; Turnul Croitorilor-str. Zidul Cetății nr. 7; Turnul Cizmarilor-str. Zidul Cetății nr. 2; Turnul Fierarilor - Piața Muzeului nr. 9; curtinele cuprinse între turnuri, fără adrese poștale. 46.21889°N 24.79333°E | sec. XIV - XVIII                                            | Alte imagini          | Raportează eroare |
| MS-II-s-A-15806                                | Centrul istoric al municipiului Sighișoara, incluzând zona înscrisă în Lista Patrimoniului Mondial | municipiul Sighișoara                                   | N - str. Ștefan cel Mare cu ramificația, Bd. Libertății până laintersecția cu str. Gh. Lazăr; NE - str. Gh. Lazăr; E - str. Horia Teculescu până la nr. 177; SE - str. N. Iorga; S - str. G. Coșbuc, Șt. O. Iosif, Păstorilor; SV - pârâul Șaeșului pe tronsonul dintre intersecția cu str. Păstorilor cu str. Ilarie Chendi; V - str. Anton Pann, str. Ecaterina Teodoroiu, str. Horea până la intersecția cu str. Cornești și pârâul Șaeșului; NV - str. Spitalului, str. Zaharia Boiu, str. Gării până la str. Libertății; limita zonei rezervate coincide cu limita laturilor caselor de pe străzile limitrofe. Zona cuprinde: 1. Dealul Cetății (cetatea și cimitirul evanghelic); 2. Orașul de Jos (zona cuprinsă între la V -pârâul Șaeșului, la N Dealul Cetății, str. Zaharia Boiu, la E str. Horia Teculescu, la S str. Nicolae Iorga, G.Coșbuc, Șt. O. Iosif, Păstorilor); 3. Cartierul Cornești; 4. Cartierul Gării (între str. Gării, b-dul Libertății, str. Gh. Lazăr, Târnava); 5. zona bisericii evanghelice Siechof 46.22106°N 24.79504°E |                                                             | Alte imagini          | Raportează eroare |
| MS-II-a-A-15807                                | Ansamblul urban „Str. Nouă” | municipiul Sighișoara                                   | Str. Nouă de la nr. 2-6 | sec. XIX                                                    | Încarcă foto \| video | Raportează eroare |
| MS-II-a-B-20924                                | Linia ferată îngustă Brădeni-Sighișoara | municipiul Sighișoara                                   | Sat Apold, comuna Apold; sat Șaes, comuna Apold; municipiul Sighișoara; sat Criș, comuna Daneș | sf. sec. XIX                                                | Alte imagini          | Raportează eroare |
| MS-II-m-B-15808                                | Casă | municipiul Sighișoara                                   | Str. 1 Decembrie 1918 7 46.21847°N 24.79587°E | sec. XIX                                                    |                       | Raportează eroare |
| MS-II-m-A-15809                                | Casă | municipiul Sighișoara                                   | Str. 1 Decembrie 1918 8 | 1812,1850 - 1900, modif. sec. XX                            | Încarcă foto \| video | Raportează eroare |
| MS-II-m-B-15810                                | Casă | municipiul Sighișoara                                   | Str. 1 Decembrie 1918 13 46.21826°N 24.7954°E | sec. XIX                                                    |                       | Raportează eroare |
| MS-II-m-A-15811 (RAN: 114523.85)               | Casa Misselbacher | municipiul Sighișoara                                   | Str. 1 Decembrie 1918 14 | sec. XVII, sec. XVIII, sec. XIX                             | Încarcă foto \| video | Raportează eroare |
| MS-II-m-B-15812 (RAN: 114523.84)               | Casă | municipiul Sighișoara                                   | Str. 1 Decembrie 1918 15 | 1750, sec. XIX                                              | Încarcă foto \| video | Raportează eroare |
| MS-II-m-A-15813 (RAN: 114523.35)               | Casă | municipiul Sighișoara                                   | Str. 1 Decembrie 1918 16 | 1753, 1840                                                  | Încarcă foto \| video | Raportează eroare |
| MS-II-m-A-15814                                | Casă | municipiul Sighișoara                                   | Str. 1 Decembrie 1918 18 | 1840                                                        | Încarcă foto \| video | Raportează eroare |
| MS-II-m-A-15815                                | Casă | municipiul Sighișoara                                   | Str. 1 Decembrie 1918 27 46.21901°N 24.79622°E | sf. sec. XIX                                                | Alte imagini          | Raportează eroare |
| MS-II-m-B-15816                                | Liceul „Mircea Eliade” | municipiul Sighișoara                                   | Str. 1 Decembrie 1918 31-33 46.21944°N 24.79699°E | 1897                                                        | Alte imagini          | Raportează eroare |
| MS-II-m-A-15817                                | Casă | municipiul Sighișoara                                   | Str. 1 Decembrie 1918 36 46.21976°N 24.79762°E | 1872                                                        |                       | Raportează eroare |
| MS-II-m-A-15819                                | Casă | municipiul Sighișoara                                   | Str. 1 Decembrie 1918 38 46.21981°N 24.79713°E | 1839                                                        |                       | Raportează eroare |
| MS-II-m-A-15820                                | Casă | municipiul Sighișoara                                   | Str. 1 Decembrie 1918 40 | 1650 - 1750, 1808, 1875-1900                                | Încarcă foto \| video | Raportează eroare |
| MS-II-m-A-15821                                | Casă | municipiul Sighișoara                                   | Str. 1 Decembrie 1918 47 | 1785 - 1825, transf. sec. XX                                | Încarcă foto \| video | Raportează eroare |
| MS-II-m-A-15822                                | Casă | municipiul Sighișoara                                   | Str. 1 Decembrie 1918 48 | sec. XIX                                                    | Încarcă foto \| video | Raportează eroare |
| MS-II-m-B-15823                                | Casă | municipiul Sighișoara                                   | Str. 1 Decembrie 1918 50 46.22017°N 24.79799°E | 1750 - 1800, sf. sec. XIX                                   |                       | Raportează eroare |
| MS-II-m-B-15824                                | Casă | municipiul Sighișoara                                   | Str. 1 Decembrie 1918 51 | 1780 - 1830                                                 | Încarcă foto \| video | Raportează eroare |
| MS-II-m-B-15828 (RAN: 114523.110)              | Casă | municipiul Sighișoara                                   | Str. 1 Mai 2 | 1650 - 1760, sf. sec. XVIII                                 | Alte imagini          | Raportează eroare |
| MS-II-m-B-15829                                | Banca agricolă | municipiul Sighișoara                                   | Str. 1 Mai 7 | 1913                                                        |                       | Raportează eroare |
| MS-II-m-B-15830                                | Casă | municipiul Sighișoara                                   | Str. 1 Mai 10 | înc. sec. XX                                                |                       | Raportează eroare |
| MS-II-m-B-15831                                | Casă | municipiul Sighișoara                                   | Str. Avram Iancu 2 | sec. XIX                                                    | Încarcă foto \| video | Raportează eroare |
| MS-II-m-A-15833 (RAN: 114523.49)               | Casa Dobrian | municipiul Sighișoara                                   | Str. Bastionului 1 | sec. XVII                                                   | Încarcă foto \| video | Raportează eroare |
| MS-II-m-A-15834 (RAN: 114523.50)               | Casa Moldovan | municipiul Sighișoara                                   | Str. Bastionului 2 | sec. XV, sec. XVIII, sec. XIX                               | Încarcă foto \| video | Raportează eroare |
| MS-II-m-A-15835 (RAN: 114523.58)               | Școala elementară a liceului „Josef Haltrich” | municipiul Sighișoara                                   | Str. Bastionului 3 | sf. sec. XVII,1887 - 1920                                   | Încarcă foto \| video | Raportează eroare |
| MS-II-m-A-15836 (RAN: 114523.60)               | Casa Ewert | municipiul Sighișoara                                   | Str. Bastionului 4 | sec. XVI, sec. XIX                                          | Încarcă foto \| video | Raportează eroare |
| MS-II-m-A-15837 (RAN: 114523.39)               | Casă | municipiul Sighișoara                                   | Str. Bastionului 5 | sec. XVII                                                   | Încarcă foto \| video | Raportează eroare |
| MS-II-m-A-15838 (RAN: 114523.65)               | Casă | municipiul Sighișoara                                   | Str. Bastionului 7 | sec. XVI - XVII                                             | Încarcă foto \| video | Raportează eroare |
| MS-II-m-A-15839 (RAN: 114523.64)               | Casa Kootz | municipiul Sighișoara                                   | Str. Bastionului 9 | sec. XVII                                                   | Încarcă foto \| video | Raportează eroare |
| MS-II-m-A-15840                                | Casă | municipiul Sighișoara                                   | Str. Bastionului 11 | sec. XVII, înc. sec. XX                                     |                       | Raportează eroare |
| MS-II-m-A-15842 (RAN: 114523.121)              | Fostul azil, azi casa Nikos Beloianis | municipiul Sighișoara                                   | Str. Bălcescu Nicolae 4 | mijl. sec. XVIII, înc. sec. XIX                             |                       | Raportează eroare |
| MS-II-m-B-15843                                | Clădirea Parchetului | municipiul Sighișoara                                   | Str. Bălcescu Nicolae 6 | 1903                                                        |                       | Raportează eroare |
| MS-II-m-B-15848                                | Casă | municipiul Sighișoara                                   | Str. Boiu Zaharia 9 | 1896                                                        | Încarcă foto \| video | Raportează eroare |
| MS-II-m-B-15849                                | Casă | municipiul Sighișoara                                   | Str. Boiu Zaharia 22 | sec. XIX                                                    | Încarcă foto \| video | Raportează eroare |
| MS-II-m-B-15850                                | Spital | municipiul Sighișoara                                   | Str. Boiu Zaharia 29 | 1892 - 1896                                                 |                       | Raportează eroare |
| MS-II-m-B-15976                                | Casa în care a locuit Zaharia Boiu (1834-1903), poet și publicist | municipiul Sighișoara                                   | Str. Boiu Zaharia 33 | înc. sec. XIX                                               | Alte imagini          | Raportează eroare |
| MS-II-m-A-15851 (RAN: 114523.63)               | Casa Krempels | municipiul Sighișoara                                   | Piața Cetății 1 | sec. XV, sec. XVII                                          | Încarcă foto \| video | Raportează eroare |
| MS-II-m-A-15853 (RAN: 114523.61)               | Casa Kühn | municipiul Sighișoara                                   | Piața Cetății 3 | sec. XV - XVII                                              | Încarcă foto \| video | Raportează eroare |
| MS-II-m-A-15854 (RAN: 114523.52)               | Casa Duldner | municipiul Sighișoara                                   | Piața Cetății 6 | sec. XVII, transf. fațade sec. XIX                          | Încarcă foto \| video | Raportează eroare |
| MS-II-m-A-15855 (RAN: 114523.59)               | Casa Wagner | municipiul Sighișoara                                   | Piața Cetății 7 | sec. XVIII                                                  | Alte imagini          | Raportează eroare |
| MS-II-m-A-15856 (RAN: 114523.67)               | Casa Roman | municipiul Sighișoara                                   | Piața Cetății 8 | sec. XV - XVI, sec. XIX                                     | Încarcă foto \| video | Raportează eroare |
| MS-II-m-A-15857 (RAN: 114523.57)               | Casa Dumitru Cartius | municipiul Sighișoara                                   | Piața Cetății 9 | sec. XVII-XIX                                               | Încarcă foto \| video | Raportează eroare |
| MS-II-m-A-15858                                | Casa Gh. Medrea | municipiul Sighișoara                                   | Piața Cetății 10 | sec. XV - XVII                                              | Încarcă foto \| video | Raportează eroare |
| MS-II-m-A-15859                                | Casă | municipiul Sighișoara                                   | Piața Cetății 11 | sec. XV - XIX                                               | Încarcă foto \| video | Raportează eroare |
| MS-II-m-A-15860                                | Casă | municipiul Sighișoara                                   | Piața Cetății 13 | sec. XV, sec. XIX                                           | Încarcă foto \| video | Raportează eroare |
| MS-II-m-B-15841                                | Casă | municipiul Sighișoara                                   | Str. Chendi Ilarie 1 | 1750                                                        |                       | Raportează eroare |
| MS-II-m-A-15861 (RAN: 114523.120)              | Casa Nistor | municipiul Sighișoara                                   | Str. Chendi Ilarie 2 | sec. XIX                                                    |                       | Raportează eroare |
| MS-II-m-B-15862                                | Casă | municipiul Sighișoara                                   | Str. Chendi Ilarie 3 | 1750 - 1825, modif. sec. XX                                 |                       | Raportează eroare |
| MS-II-m-A-15863 (RAN: 114523.119)              | Casa Duldner | municipiul Sighișoara                                   | Str. Chendi Ilarie 6 | 1776, sec. XIX                                              |                       | Raportează eroare |
| MS-II-m-A-15864 (RAN: 114523.114)              | Casă | municipiul Sighișoara                                   | Str. Chendi Ilarie 8 | 1617, sf. sec. XVIII - înc. sec. XIX, 1830                  |                       | Raportează eroare |
| MS-II-m-B-15845                                | Casă | municipiul Sighișoara                                   | Str. Chendi Ilarie 10 | 1800                                                        |                       | Raportează eroare |
| MS-II-m-B-15846                                | Casă | municipiul Sighișoara                                   | Str. Chendi Ilarie 22 | 1850                                                        |                       | Raportează eroare |
| MS-II-m-B-15865                                | Casă | municipiul Sighișoara                                   | Str. Chendi Ilarie 24 | sec. XIX                                                    |                       | Raportează eroare |
| MS-II-m-B-15866                                | Casă | municipiul Sighișoara                                   | Str. Chendi Ilarie 26 | sf. sec. XVIII                                              |                       | Raportează eroare |
| MS-II-m-B-15847                                | Casă | municipiul Sighișoara                                   | Str. Chendi Ilarie 28 | 1826                                                        |                       | Raportează eroare |
| MS-II-m-A-15867                                | Casă | municipiul Sighișoara                                   | Str. Chendi Ilarie 30 | 1780 - 1820, cca. 1900                                      |                       | Raportează eroare |
| MS-II-m-B-15868                                | Casă | municipiul Sighișoara                                   | Str. Chendi Ilarie 33 | 1798, sec. XIX, 1935                                        | Încarcă foto \| video | Raportează eroare |
| MS-II-m-B-15869                                | Casă | municipiul Sighișoara                                   | Str. Chendi Ilarie 41 | 1700 - 1750,1930 - 1945                                     | Încarcă foto \| video | Raportează eroare |
| MS-II-m-B-15870                                | Casă | municipiul Sighișoara                                   | Str. Chendi Ilarie 42 | sf. sec. XVIII-înc. sec. XIX                                |                       | Raportează eroare |
| MS-II-m-B-15871                                | Casă | municipiul Sighișoara                                   | Str. Chendi Ilarie 44 | 1780 - 1820                                                 |                       | Raportează eroare |
| MS-II-m-B-15872                                | Casă | municipiul Sighișoara                                   | Str. Chendi Ilarie 46 | sec. XIX                                                    |                       | Raportează eroare |
| MS-II-m-B-15873                                | Casă | municipiul Sighișoara                                   | Str. Chendi Ilarie 50 | 1850 - 1900                                                 |                       | Raportează eroare |
| MS-II-m-B-15874                                | Casă | municipiul Sighișoara                                   | Str. Chendi Ilarie 52 | sec. XIX                                                    |                       | Raportează eroare |
| MS-II-m-B-15875                                | Casă | municipiul Sighișoara                                   | Str. Chendi Ilarie 54 | sec. XVII, sec. XVIII, sec. XX                              |                       | Raportează eroare |
| MS-II-m-B-15876                                | Casă | municipiul Sighișoara                                   | Str. Chendi Ilarie 58 | sec. XIX                                                    |                       | Raportează eroare |
| MS-II-m-B-15877                                | Casă | municipiul Sighișoara                                   | Str. Chendi Ilarie 60 | sec. XIX                                                    |                       | Raportează eroare |
| MS-II-m-B-15878                                | Casă | municipiul Sighișoara                                   | Str. Chendi Ilarie 62 | 1700                                                        |                       | Raportează eroare |
| MS-II-m-B-15879                                | Casă | municipiul Sighișoara                                   | Str. Chendi Ilarie 64 | 1770                                                        |                       | Raportează eroare |
| MS-II-m-B-15880                                | Casă | municipiul Sighișoara                                   | Str. Chendi Ilarie 92 46.21583°N 24.78611°E | sec. XIX                                                    | Alte imagini          | Raportează eroare |
| MS-II-m-B-15916                                | Casă | municipiul Sighișoara                                   | Str. Cloșca 37 | sec. XIX                                                    | Încarcă foto \| video | Raportează eroare |
| MS-II-m-A-15881 (RAN: 114523.56)               | Casa Leonhardt | municipiul Sighișoara                                   | Str. Cojocarilor 1 | sec. XVIII - XX                                             |                       | Raportează eroare |
| MS-II-m-A-15882 (RAN: 114523.55)               | Casa Roman S. | municipiul Sighișoara                                   | Str. Cojocarilor 2 | sec. XVII - XVIII                                           | Alte imagini          | Raportează eroare |
| MS-II-m-A-15883 (RAN: 114523.54)               | Casa Heinz | municipiul Sighișoara                                   | Str. Cojocarilor 3-5 | sec. XVII                                                   | Alte imagini          | Raportează eroare |
| MS-II-m-A-15884 (RAN: 114523.26)               | Casa Morin | municipiul Sighișoara                                   | Str. Cojocarilor 4 | sec. XVIII                                                  | Încarcă foto \| video | Raportează eroare |
| MS-II-m-A-15885 (RAN: 114523.66)               | Casa Tichy | municipiul Sighișoara                                   | Str. Cojocarilor 8 | sec. XVII - XVIII                                           | Alte imagini          | Raportează eroare |
| MS-II-m-A-15886 (RAN: 114523.51)               | Casa Baschner | municipiul Sighișoara                                   | Str. Cojocarilor 9 | sec. XVII - XVIII, sec. XX                                  |                       | Raportează eroare |
| MS-II-m-A-15887 (RAN: 114523.12)               | Casa Durutya-Ebner | municipiul Sighișoara                                   | Str. Cojocarilor 11-13 | sec. XVII - XVIII                                           | Alte imagini          | Raportează eroare |
| MS-II-m-A-15888 (RAN: 114523.13)               | Casa Wolf | municipiul Sighișoara                                   | Str. Cositorarilor 1 | sec. XVIII - XIX                                            | Încarcă foto \| video | Raportează eroare |
| MS-II-m-A-15889 (RAN: 114523.14)               | Casa Bacon | municipiul Sighișoara                                   | Str. Cositorarilor 2 | sec. XVIII, sec. XX                                         | Încarcă foto \| video | Raportează eroare |
| MS-II-m-A-15890 (RAN: 114523.15)               | Casa Loris | municipiul Sighișoara                                   | Str. Cositorarilor 3 | sec. XVI - XVII,1932                                        | Încarcă foto \| video | Raportează eroare |
| MS-II-m-A-15891 (RAN: 114523.16)               | Casa Wonnerth | municipiul Sighișoara                                   | Str. Cositorarilor 4 | sec. XVI - XVII, sec. XIX, 1938                             | Încarcă foto \| video | Raportează eroare |
| MS-II-m-A-15892 (RAN: 114523.17)               | Casa Fronius | municipiul Sighișoara                                   | Str. Cositorarilor 5-7 | nr. 5: sec. XVI-XIX, nr. 7: sec. XVIII-XIX                  | Încarcă foto \| video | Raportează eroare |
| MS-II-m-A-15893 (RAN: 114523.18)               | Casă | municipiul Sighișoara                                   | Str. Cositorarilor 9 | sec. XVIII - XIX                                            | Încarcă foto \| video | Raportează eroare |
| MS-II-m-A-15894                                | Consistoriul Districtual al bisericii evanghelice C. A. | municipiul Sighișoara                                   | Str. Cositorarilor 10 | sec. XVII - XVIII                                           | Încarcă foto \| video | Raportează eroare |
| MS-II-m-A-15895 (RAN: 114523.19)               | Casă, azi spațiu comercial | municipiul Sighișoara                                   | Str. Cositorarilor 12 | sec. XVIII, sec. XIX                                        | Încarcă foto \| video | Raportează eroare |
| MS-II-m-A-15897 (RAN: 114523.117)              | Fostul sanatoriu, azi maternitatea | municipiul Sighișoara                                   | Str. Gării 1 | înc. sec. XX                                                |                       | Raportează eroare |
| MS-II-m-A-15899                                | Casa Augustin | municipiul Sighișoara                                   | Piața Goga Octavian 1 | sec. XVIII - XIX,1930-1940                                  |                       | Raportează eroare |
| MS-II-m-A-15900 (RAN: 114523.123)              | Casă | municipiul Sighișoara                                   | Piața Goga Octavian 7 | sec. XVI, sec. XVIII, sec. XIX - XX                         |                       | Raportează eroare |
| MS-II-m-A-15901 (RAN: 114523.115)              | Casă | municipiul Sighișoara                                   | Piața Goga Octavian 8 | sec. XVIII, sec. XX                                         |                       | Raportează eroare |
| MS-II-m-B-15902                                | Casă | municipiul Sighișoara                                   | Str. Grigorescu Eremia, general 1 | 1850                                                        | Alte imagini          | Raportează eroare |
| MS-II-m-B-15903                                | Casă | municipiul Sighișoara                                   | Str. Grigorescu Eremia, general 2 | 1800                                                        | Încarcă foto \| video | Raportează eroare |
| MS-II-m-B-15904                                | Casă | municipiul Sighișoara                                   | Str. Grigorescu Eremia, general 3 | 1850                                                        | Încarcă foto \| video | Raportează eroare |
| MS-II-m-B-15905                                | Casă | municipiul Sighișoara                                   | Str. Horea 63 | sec. XIX                                                    | Încarcă foto \| video | Raportează eroare |
| MS-II-m-B-15906                                | Casă | municipiul Sighișoara                                   | Str. Iorga Nicolae 7 | sf. sec. XIX,1920 - 1930                                    | Încarcă foto \| video | Raportează eroare |
| MS-II-m-B-15907                                | Casă | municipiul Sighișoara                                   | Str. Iorga Nicolae 10 | sec. XIX                                                    | Încarcă foto \| video | Raportează eroare |
| MS-II-m-B-15908                                | Biserica reformată | municipiul Sighișoara                                   | Str. Lazăr Gheorghe 2 | 1888                                                        | Alte imagini          | Raportează eroare |
| MS-II-m-A-15909                                | Casa Gagesch-Winter | municipiul Sighișoara                                   | Str. Mănăstirii 1 | sec. XVII, sec. XX                                          | Încarcă foto \| video | Raportează eroare |
| MS-II-m-A-15910 (RAN: 114523.20)               | Casă | municipiul Sighișoara                                   | Str. Mănăstirii 2 | sec. XVII, modif. sec. XIX                                  | Încarcă foto \| video | Raportează eroare |
| MS-II-m-A-15911 (RAN: 114523.21)               | Casa Gagesch | municipiul Sighișoara                                   | Str. Mănăstirii 3 | sec. XVI, sec. XIX, înc. sec. XX                            | Încarcă foto \| video | Raportează eroare |
| MS-II-m-A-15912 (RAN: 114523.22)               | Casa Teutsch | municipiul Sighișoara                                   | Str. Mănăstirii 4 | sec. XVI, sec. XVIII, modif. 1850-1915                      |                       | Raportează eroare |
| MS-II-m-A-15913                                | Casa Nichitoiu | municipiul Sighișoara                                   | Str. Mănăstirii 6 | sec. XVII, modif. sec. XX                                   | Încarcă foto \| video | Raportează eroare |
| MS-II-m-A-15914 (RAN: 114523.23)               | Casa Schlosser | municipiul Sighișoara                                   | Str. Mănăstirii 8 | sec. XVI - XVII, modif. sec. XX                             | Încarcă foto \| video | Raportează eroare |
| MS-II-m-B-15915 (RAN: 114523.38)               | Casa Medrea | municipiul Sighișoara                                   | Str. Mănăstirii 10 | 1750 - 1800, sec. XIX-XX                                    | Încarcă foto \| video | Raportează eroare |
| MS-II-m-A-15919 (RAN: 114523.82)               | Casă | municipiul Sighișoara                                   | Str. Morii 1 | sec. XVIII, sec. XX                                         | Încarcă foto \| video | Raportează eroare |
| MS-II-m-A-15920 (RAN: 114523.69)               | Casa Lotz | municipiul Sighișoara                                   | Str. Morii 5 46.21963°N 24.79511°E | 1676 - 1700 (1688), sec. XIX                                | Alte imagini          | Raportează eroare |
| MS-II-m-A-15921                                | Casă | municipiul Sighișoara                                   | Str. Morii 7 46.21951°N 24.79476°E | 1782, 1900                                                  |                       | Raportează eroare |
| MS-II-m-A-15922 (RAN: 114523.70)               | Casa Kellner | municipiul Sighișoara                                   | Str. Morii 11 | sec. XVIII, sec. XX                                         | Încarcă foto \| video | Raportează eroare |
| MS-II-m-A-15923 (RAN: 114523.97)               | Casa Kunft și Ticușan | municipiul Sighișoara                                   | Str. Morii 15 46.2188°N 24.79476°E | sec. XVIII, sec. XX                                         |                       | Raportează eroare |
| MS-II-m-A-15924 (RAN: 114523.72)               | Casa Savoi | municipiul Sighișoara                                   | Str. Morii 17 46.21939°N 24.79511°E | 1685 - 1750, sec. XX                                        |                       | Raportează eroare |
| MS-II-m-A-15925                                | Casă | municipiul Sighișoara                                   | Str. Morii 19 46.2188°N 24.79476°E | 1780, 1920 - 1930                                           |                       | Raportează eroare |
| MS-II-m-A-15926                                | Casă | municipiul Sighișoara                                   | Str. Morii 23 | sec. XVIII, sec. XIX                                        | Încarcă foto \| video | Raportează eroare |
| MS-II-m-A-15927 (RAN: 114523.108)              | Casa Szakacs | municipiul Sighișoara                                   | Str. Morii 25 46.21951°N 24.79545°E | 1680, sec. XVIII - XIX                                      |                       | Raportează eroare |
| MS-II-m-A-15928                                | Casa Beer | municipiul Sighișoara                                   | Str. Morii 27 46.21951°N 24.79545°E | sec. XVIII, sec. XIX                                        |                       | Raportează eroare |
| MS-II-m-A-15929 (RAN: 114523.74)               | Casă | municipiul Sighișoara                                   | Str. Morii 29 46.21951°N 24.79545°E | sec. XVIII                                                  |                       | Raportează eroare |
| MS-II-m-B-15930                                | Casă | municipiul Sighișoara                                   | Str. Moților 8 | sec. XIX                                                    | Încarcă foto \| video | Raportează eroare |
| MS-II-m-B-15931                                | Casă | municipiul Sighișoara                                   | Str. Moților 19 | sec. XIX                                                    | Încarcă foto \| video | Raportează eroare |
| MS-II-m-A-15932 (RAN: 114523.25)               | Școală și secție a muzeului orășenesc | municipiul Sighișoara                                   | Piața Muzeului 3-4 | sec. XVI,1676 - 1700, sec. XIX                              | Încarcă foto \| video | Raportează eroare |
| MS-II-m-A-15933 (RAN: 114523.11)               | Casa Paulinus-„Vlad Dracul” | municipiul Sighișoara                                   | Piața Muzeului 5 46.2196°N 24.793°E | 1501                                                        | Alte imagini          | Raportează eroare |
| MS-II-m-A-15934 (RAN: 114523.27)               | Casa Hoch-Casa Venețiană, azi sediul Forumului Democrat al Germanilor din Sighișoara și cămin de bătrâni | municipiul Sighișoara                                   | Piața Muzeului 6 | sec. XV - XVI, sec. XVII, sec. XVIII, modificări 1891       | Alte imagini          | Raportează eroare |
| MS-II-m-A-15935                                | Primăria mun. Sighișoara | municipiul Sighișoara                                   | Piața Muzeului 7 46.21962°N 24.79384°E | 1887 - 1888                                                 | Alte imagini          | Raportează eroare |
| MS-II-m-A-15936 (RAN: 114523.28)               | Biserica fostei mănăstiri dominicane, azi biserică evanghelică, zisă Biserica Mănăstirii | municipiul Sighișoara                                   | Piața Muzeului 8 46.21959°N 24.79363°E | sec. XIII,1492 - 1508, 1678, 1804, 1886                     | Alte imagini          | Raportează eroare |
| MS-II-m-A-15937 (RAN: 114523.75)               | Fostul „Magyar Casino” | municipiul Sighișoara                                   | Piața Oberth Hermann 2 | 1675 - 1700, 1850-1900                                      |                       | Raportează eroare |
| MS-II-m-A-15938 (RAN: 114523.76)               | Casa Heinz | municipiul Sighișoara                                   | Piața Oberth Hermann 3 | 1650 - 1700, 1701 - 1711, 1800 - 1825                       |                       | Raportează eroare |
| MS-II-m-A-15939 (RAN: 114523.77)               | Casa Taschler | municipiul Sighișoara                                   | Piața Oberth Hermann 4 | 1742, modif. sec. XX                                        |                       | Raportează eroare |
| MS-II-m-A-15940 (RAN: 114523.78)               | Casă | municipiul Sighișoara                                   | Piața Oberth Hermann 5 | 1700 - 1750, sf. sec. XIX-înc. sec. XX                      |                       | Raportează eroare |
| MS-II-m-A-15941 (RAN: 114523.79)               | Casa Wultschner | municipiul Sighișoara                                   | Piața Oberth Hermann 6 | 1676, 1700-1750, transf. înc. sec. XIX,1881, 1926           | Alte imagini          | Raportează eroare |
| MS-II-m-A-15942 (RAN: 114523.80)               | Fostul restaurant „Heimat” | municipiul Sighișoara                                   | Piața Oberth Hermann 9 | 1700 - 1775, 1800 - 1825                                    |                       | Raportează eroare |
| MS-II-m-A-15943 (RAN: 114523.81)               | Casa Sartorius Baltes | municipiul Sighișoara                                   | Piața Oberth Hermann 13 | sf. sec. XVII - sec. XVIII                                  | Alte imagini          | Raportează eroare |
| MS-II-m-A-15944                                | Fostul sediu al asociației breslașilor, azi birouri, spațiu comercial | municipiul Sighișoara                                   | Piața Oberth Hermann 15 | 1898 - 1901                                                 |                       | Raportează eroare |
| MS-II-m-B-15945                                | Casa Misselbacher | municipiul Sighișoara                                   | Piața Oberth Hermann 16 | sf. sec. XIX-înc. sec. XX                                   | Încarcă foto \| video | Raportează eroare |
| MS-II-m-A-15947                                | Casă | municipiul Sighișoara                                   | Piața Oberth Hermann 20 | sec. XIX                                                    |                       | Raportează eroare |
| MS-II-m-A-15948                                | Casă | municipiul Sighișoara                                   | Piața Oberth Hermann 21 | 1600 - 1650, 1700 - 1750, 1800 - 1850                       | Alte imagini          | Raportează eroare |
| MS-II-m-B-15949                                | Casa de cultură | municipiul Sighișoara                                   | Piața Oberth Hermann 22 | 1874 - 1876, 1930 - 1940                                    |                       | Raportează eroare |
| MS-II-m-A-15950                                | Casa în care a locuit Michael Albert (1836-1893), pedagog și scriitor | municipiul Sighișoara                                   | Piața Oberth Hermann 23 | 1700 - 1725, 1820                                           |                       | Raportează eroare |
| MS-II-m-A-15951                                | Casă | municipiul Sighișoara                                   | Piața Oberth Hermann 24 | sf. sec. XVIII,1800 - 1850                                  |                       | Raportează eroare |
| MS-II-m-A-15952                                | Casă | municipiul Sighișoara                                   | Piața Oberth Hermann 25 | 1400 - 1450,1800 - 1850                                     | Alte imagini          | Raportează eroare |
| MS-II-m-A-15953                                | Casă | municipiul Sighișoara                                   | Piața Oberth Hermann 27 | înc. sec. XIX                                               |                       | Raportează eroare |
| MS-II-m-A-15954 (RAN: 114523.89)               | Casă | municipiul Sighișoara                                   | Piața Oberth Hermann 29 | sec. XVII, 1720, 1875 - 1900                                |                       | Raportează eroare |
| MS-II-m-B-15955                                | Casă | municipiul Sighișoara                                   | Piața Oberth Hermann 30-31 | 1870                                                        |                       | Raportează eroare |
| MS-II-m-B-15956                                | Casă | municipiul Sighișoara                                   | Piața Oberth Hermann 32 | 1902                                                        |                       | Raportează eroare |
| MS-II-m-B-15957                                | Casă | municipiul Sighișoara                                   | Piața Oberth Hermann 34 | sf. sec. XIX                                                | Alte imagini          | Raportează eroare |
| MS-II-m-B-15958                                | Casă | municipiul Sighișoara                                   | Piața Oberth Hermann 35 | sec. XVIII, cca. 1820, sec. XX                              |                       | Raportează eroare |
| MS-II-m-B-15959                                | Casă | municipiul Sighișoara                                   | Piața Oberth Hermann 36 | sec. XVIII, cca. 1910 - 1920                                |                       | Raportează eroare |
| MS-II-m-A-15960 (RAN: 114523.91)               | Casa Schuller von Rosenthal | municipiul Sighișoara                                   | Piața Oberth Hermann 37 | 1694 - 1703, sec. XIX                                       |                       | Raportează eroare |
| MS-II-m-A-15961                                | Casa Markus | municipiul Sighișoara                                   | Piața Oberth Hermann 39 | sec. XVII - XVIII, sec. XIX                                 |                       | Raportează eroare |
| MS-II-m-A-15962 (RAN: 114523.68)               | Casa Wohl | municipiul Sighișoara                                   | Piața Oberth Hermann 40 | sec. XVIII - XIX                                            |                       | Raportează eroare |
| MS-II-m-A-15963 (RAN: 114523.96)               | Casa Fink | municipiul Sighișoara                                   | Piața Oberth Hermann 41 | sec. XVII - XVIII, sec. XIX                                 |                       | Raportează eroare |
| MS-II-m-A-15964 (RAN: 114523.95)               | Casă | municipiul Sighișoara                                   | Piața Oberth Hermann 42 | sec. XVI, sec. XVIII                                        |                       | Raportează eroare |
| MS-II-m-A-15965 (RAN: 114523.94)               | Casa Jacobi | municipiul Sighișoara                                   | Piața Oberth Hermann 43 | sec. XVII,1876                                              |                       | Raportează eroare |
| MS-II-m-A-15966 (RAN: 114523.93)               | Casa Csutak | municipiul Sighișoara                                   | Piața Oberth Hermann 44 | sec. XVI,1676 - 1700, sec. XVIII                            |                       | Raportează eroare |
| MS-II-m-A-15967 (RAN: 114523.92)               | Casa Weber | municipiul Sighișoara                                   | Piața Oberth Hermann 45 | 1600 - 1676, sec. XIX                                       |                       | Raportează eroare |
| MS-II-m-A-15968 (RAN: 114523.83)               | Casa Ungar | municipiul Sighișoara                                   | Piața Oberth Hermann 46 | sec. XVII, sec. XIX                                         |                       | Raportează eroare |
| MS-II-m-A-15969 (RAN: 114523.90)               | Casa Manchen | municipiul Sighișoara                                   | Piața Oberth Hermann 47 | sec. XVII, sec. XIX                                         |                       | Raportează eroare |
| MS-II-m-A-15970 (RAN: 114523.98)               | Casa Kroner | municipiul Sighișoara                                   | Piața Oberth Hermann 48 | sec. XVI, modif. sec. XVIII                                 |                       | Raportează eroare |
| MS-II-m-A-15971 (RAN: 114523.88)               | Casa Welther | municipiul Sighișoara                                   | Piața Oberth Hermann 49 | sec. XVI                                                    |                       | Raportează eroare |
| MS-II-a-A-15973                                | Liceul „J. Haltrich” | municipiul Sighișoara                                   | Str. Scării 6 46.2179°N 24.79137°E | sec. XVI (corpul vechi),1901(corpul nou)                    | Alte imagini          | Raportează eroare |
| MS-II-m-A-15974 (RAN: 114523.06)               | Biserica evanghelică „Din Deal” | municipiul Sighișoara                                   | Str. Scării 10 46.2174°N 24.7907°E | sec. XIII, sec. XIV, 1429 - 1483, 1525                      | Alte imagini          | Raportează eroare |
| MS-II-m-B-15975                                | Casă | municipiul Sighișoara                                   | Str. Sever Axente 57 | 1668                                                        | Încarcă foto \| video | Raportează eroare |
| MS-II-a-B-15977                                | Uzina electrică | municipiul Sighișoara                                   | Str. Șaguna Andrei, mitropolit 8 | uzina 1903-1904, birourile 1906, corpul central             |                       | Raportează eroare |
| MS-II-m-A-15978                                | Scara de lemn, acoperită | municipiul Sighișoara                                   | Str. Școlii f.n. 46.21894°N 24.79163°E | 1656                                                        | Alte imagini          | Raportează eroare |
| MS-II-m-A-15979 (RAN: 114523.62)               | Casa cu cerb | municipiul Sighișoara                                   | Str. Școlii 1 46.2199°N 24.79257°E | 1250 - 1599, 1693, sec. XVIII                               | Alte imagini          | Raportează eroare |
| MS-II-m-A-15980 (RAN: 114523.29)               | Casa Mild | municipiul Sighișoara                                   | Str. Școlii 2 | cca. 1700, sf. sec. XIX                                     | Încarcă foto \| video | Raportează eroare |
| MS-II-m-A-15981 (RAN: 114523.30)               | Fosta primărie a orașului, azi hotel „Sighișoara” | municipiul Sighișoara                                   | Str. Școlii 4-6 | sec. XVI - XVIII,1886 - 1889                                | Alte imagini          | Raportează eroare |
| MS-II-m-A-15982 (RAN: 114523.32)               | Casa Wagner | municipiul Sighișoara                                   | Str. Școlii 7 | sec. XVI, sec. XVIII, sec. XX                               | Încarcă foto \| video | Raportează eroare |
| MS-II-m-A-15983 (RAN: 114523.33)               | Casa Virgil Mârzea | municipiul Sighișoara                                   | Str. Școlii 8 | sec. XVI - XVII, sec. XIX                                   | Încarcă foto \| video | Raportează eroare |
| MS-II-m-A-15984 (RAN: 114523.73)               | Casa Dr.J. Bacon | municipiul Sighișoara                                   | Str. Școlii 9 | sec. XVII - XVIII, sec. XX                                  | Încarcă foto \| video | Raportează eroare |
| MS-II-m-A-15985 (RAN: 114523.34)               | Casa Essigmann | municipiul Sighișoara                                   | Str. Școlii 10 | sec. XVII - XVIII, sec. XX                                  | Încarcă foto \| video | Raportează eroare |
| MS-II-m-A-15986 (RAN: 114523.53)               | Casa Leonhardt | municipiul Sighișoara                                   | Str. Școlii 11 | sec. XVII - XVIII, sec. XX                                  | Încarcă foto \| video | Raportează eroare |
| MS-II-m-A-15987 (RAN: 114523.131)              | Casa Fronius | municipiul Sighișoara                                   | Str. Școlii 13 46.22167°N 24.79694°E | sec. XVII - XVIII, sec. XIX - XX                            |                       | Raportează eroare |
| MS-II-m-A-15988                                | Casa „Sachsen Heim” | municipiul Sighișoara                                   | Str. Școlii 14 | sec. XVIII, sec. XIX - XX                                   |                       | Raportează eroare |
| MS-II-m-A-15989 (RAN: 114523.37)               | Casa Haraszty | municipiul Sighișoara                                   | Str. Școlii 15 | sec. XVII - XVIII,1890                                      | Încarcă foto \| video | Raportează eroare |
| MS-II-m-A-15990 (RAN: 114523.24)               | Casa Fabini | municipiul Sighișoara                                   | Str. Școlii 16, Tâmplarilor nr. 11 | sec. XVII, modif. 1902                                      | Încarcă foto \| video | Raportează eroare |
| MS-II-m-A-15991 (RAN: 114523.71)               | Casa Teutsch | municipiul Sighișoara                                   | Str. Școlii 17 | sec. XVII                                                   | Încarcă foto \| video | Raportează eroare |
| MS-II-m-B-15992                                | Casă | municipiul Sighișoara                                   | Str. Ștefan cel Mare 21 | sec. XIX                                                    |                       | Raportează eroare |
| MS-II-m-B-15993                                | Casă | municipiul Sighișoara                                   | Str. Ștefan cel Mare 23 | sec. XIX                                                    |                       | Raportează eroare |
| MS-II-m-B-15994                                | Casă | municipiul Sighișoara                                   | Str. Ștefan cel Mare 25 | sec. XIX                                                    |                       | Raportează eroare |
| MS-II-m-B-15995                                | Casă | municipiul Sighișoara                                   | Str. Ștefan cel Mare 27 | sec. XIX                                                    | Alte imagini          | Raportează eroare |
| MS-II-m-A-15996 (RAN: 114523.87, 114523.87.01) | Biserica leproșilor („Siechhof”) | municipiul Sighișoara                                   | Str. Ștefan cel Mare 34 | 1647, 1684, 1814, 1854                                      | Alte imagini          | Raportează eroare |
| MS-II-m-A-15997 (RAN: 114523.100)              | Casa Zapotofski | municipiul Sighișoara                                   | Str. Tâmplarilor 1 | 1700 – 1725                                                 | Alte imagini          | Raportează eroare |
| MS-II-m-A-15998                                | Casă | municipiul Sighișoara                                   | Str. Tâmplarilor 2 | 1600 - 1625, 1700 - 1730, ext. cca. 1930                    |                       | Raportează eroare |
| MS-II-m-A-15999 (RAN: 114523.101)              | Casa Steiner | municipiul Sighișoara                                   | Str. Tâmplarilor 3 | 1600 - 1625, 1683, 1700 - 1750                              | Alte imagini          | Raportează eroare |
| MS-II-m-A-16000 (RAN: 114523.102)              | Casa Nagy | municipiul Sighișoara                                   | Str. Tâmplarilor 4 | 1675 - 1750, sec. XIX                                       | Alte imagini          | Raportează eroare |
| MS-II-m-A-16001 (RAN: 114523.103)              | Casă | municipiul Sighișoara                                   | Str. Tâmplarilor 5 | 1600 - 1650, sec. XX                                        |                       | Raportează eroare |
| MS-II-m-A-16002 (RAN: 114523.104)              | Casă | municipiul Sighișoara                                   | Str. Tâmplarilor 7 | casa: 1700 - 1725, sec. XX; poarta: 1800 - 1850             |                       | Raportează eroare |
| MS-II-m-A-16003 (RAN: 114523.: 105)            | Casa Lighner | municipiul Sighișoara                                   | Str. Tâmplarilor 8 | 1750 - 1800, sec. XX                                        |                       | Raportează eroare |
| MS-II-m-A-16004 (RAN: 114523.106)              | Casa Șerbu | municipiul Sighișoara                                   | Str. Tâmplarilor 9 | 1675 - 1700, 1800-1850                                      | Alte imagini          | Raportează eroare |
| MS-II-m-A-16005 (RAN: 114523.107)              | Casa Markus | municipiul Sighișoara                                   | Str. Tâmplarilor 12 | 1600 - 1650,1678, 1775 - 1800, 1825 - 1850                  | Alte imagini          | Raportează eroare |
| MS-II-m-A-16006 (RAN: 114523.116)              | Casa Zikely | municipiul Sighișoara                                   | Str. Tâmplarilor 14 | sf. sec. XVII,1700 - 1750                                   | Alte imagini          | Raportează eroare |
| MS-II-m-A-16007 (RAN: 114523.109)              | Casa Zatler | municipiul Sighișoara                                   | Str. Tâmplarilor 18 | sec. XVII,1800 - 1850                                       | Alte imagini          | Raportează eroare |
| MS-II-m-A-16008 (RAN: 114523.99)               | Casa Klein și Klemenzy | municipiul Sighișoara                                   | Str. Tâmplarilor 24 | 1576, sf. sec. XVI, 1600 - 1625                             | Alte imagini          | Raportează eroare |
| MS-II-m-B-16009                                | Casă | municipiul Sighișoara                                   | Str. Tâmplarilor 26 | sec. XIX,1910 - 1911                                        | Alte imagini          | Raportează eroare |
| MS-II-m-A-16010 (RAN: 114523.111)              | Casa Richter | municipiul Sighișoara                                   | Str. Tâmplarilor 28 | sec. XVIII                                                  | Alte imagini          | Raportează eroare |
| MS-II-m-A-16011 (RAN: 114523.112)              | Casa Ernest | municipiul Sighișoara                                   | Str. Tâmplarilor 30 | 1716, 1800 - 1850                                           | Alte imagini          | Raportează eroare |
| MS-II-m-A-16012                                | Casa Gross | municipiul Sighișoara                                   | Str. Tâmplarilor 34 | sec. XVII                                                   | Alte imagini          | Raportează eroare |
| MS-II-m-A-16013 (RAN: 114523.113)              | Casa Kuntz | municipiul Sighișoara                                   | Str. Tâmplarilor 38 | 1600 - 1625                                                 | Alte imagini          | Raportează eroare |
| MS-II-m-A-16014 (RAN: 114523.118)              | Casa Hohr | municipiul Sighișoara                                   | Str. Tâmplarilor 40 | 1700 - 1725, 1800 - 1825                                    | Alte imagini          | Raportează eroare |
| MS-II-m-B-16015                                | Casă | municipiul Sighișoara                                   | Str. Teculescu Horia 1 | sf. sec. XVIII, sec. XX                                     |                       | Raportează eroare |
| MS-II-m-B-16016                                | Casă | municipiul Sighișoara                                   | Str. Teculescu Horia 3 | sf. sec. XVIII,1850 - 1900                                  |                       | Raportează eroare |
| MS-II-m-B-16017                                | Casă | municipiul Sighișoara                                   | Str. Teculescu Horia 4 | sf. sec. XVIII,1829, 1920                                   | Alte imagini          | Raportează eroare |
| MS-II-m-B-16018                                | Casă | municipiul Sighișoara                                   | Str. Teculescu Horia 5 | sf. sec. XVIII, sec. XIX - XX                               |                       | Raportează eroare |
| MS-II-m-B-16020                                | Casă | municipiul Sighișoara                                   | Str. Teculescu Horia 13 | sec. XIX                                                    | Alte imagini          | Raportează eroare |
| MS-II-m-B-16021                                | Casă | municipiul Sighișoara                                   | Str. Teculescu Horia 26 | sf. sec. XVIII, modif. sec. XIX                             | Alte imagini          | Raportează eroare |
| MS-II-m-B-16022                                | Casă, azi Întreprinderea Viei și Vinului | municipiul Sighișoara                                   | Str. Teculescu Horia 34-38 | sec. XIX                                                    | Alte imagini          | Raportează eroare |
| MS-II-m-A-16023 (RAN: 114523.122)              | Casa Lang | municipiul Sighișoara                                   | Str. Turnului 4 | sec. XVII,1820                                              | Încarcă foto \| video | Raportează eroare |
| MS-II-m-A-16024 (RAN: 114523.125)              | Casa Weisskopf | municipiul Sighișoara                                   | Str. Turnului 5 | sec. XVII,1734                                              | Încarcă foto \| video | Raportează eroare |
| MS-II-m-A-16025 (RAN: 114523.126)              | Casa Onea | municipiul Sighișoara                                   | Str. Turnului 7 | sec. XVII                                                   | Încarcă foto \| video | Raportează eroare |
| MS-II-m-A-16026 (RAN: 114523.86)               | Biserica „Intrarea Maicii Domnului în Biserică” | municipiul Sighișoara                                   | Str. Varga Ecaterina 22 46.22033°N 24.78232°E | 1788 - 1797,1822                                            | Alte imagini          | Raportează eroare |
| MS-II-m-A-16027 (RAN: 114523.127)              | Casa Jakody | municipiul Sighișoara                                   | Str. Zidul Cetății 3 | 1772                                                        |                       | Raportează eroare |
| MS-II-m-A-16028                                | Casă | municipiul Sighișoara                                   | Str. Zidul Cetății 4 | 1787, sec. XX                                               |                       | Raportează eroare |
| MS-II-m-A-16029 (RAN: 114523.128)              | Casa Mureșan | municipiul Sighișoara                                   | Str. Zidul Cetății 5 | 1776, sec. XX                                               |                       | Raportează eroare |
| MS-II-m-B-16030 (RAN: 114523.129)              | Casă | municipiul Sighișoara                                   | Str. Zidul Cetății 9 | sf. sec. XVIII, modif. sec. XX                              |                       | Raportează eroare |
| MS-II-m-B-16031 (RAN: 114523.124)              | Casă | municipiul Sighișoara                                   | Str. Zidul Cetății 11 | sec. XVIII, modif. sec. XX                                  |                       | Raportează eroare |
| MS-II-m-B-20924.08                             | Pod metalic | municipiu Sighișoara                                    | La intrarea dinspre Agnita, pe traseul liniei înguste | sf. sec. XIX                                                | Încarcă foto \| video | Raportează eroare |
| MS-II-m-A-15786                                | Biserica de lemn „Sf. Arhanghel Mihail și Gavriil” | oraș Sărmașu                                            | Str. Sondelor 35 | sec. XIX                                                    | Alte imagini          | Raportează eroare |
| MS-II-m-A-15790 (RAN: 119340.04)               | Tribunal | oraș Sângeorgiu de Pădure                               | | sec. XVIII                                                  | Încarcă foto \| video | Raportează eroare |
| MS-II-m-A-15791 (RAN: 119340.06)               | Biserica reformată, cu turnul-clopotniță | oraș Sângeorgiu de Pădure                               | Str. Rozelor 2 46.43179°N 24.83646°E | sec. XIV, turn sec. XVIII, transf. sec. XX                  |                       | Raportează eroare |
| MS-II-m-A-15792 (RAN: 119340.05)               | Castelul Rhédey | oraș Sângeorgiu de Pădure                               | Str. Școlii 8 46.43179°N 24.83646°E | sec. XVIII                                                  | Alte imagini          | Raportează eroare |
| MS-II-m-B-16032                                | Casa parohială reformată | oraș Sovata                                             | Str. Principală 120 | înc. sec. XX                                                |                       | Raportează eroare |
| MS-II-m-B-16033                                | Casa Bernady | oraș Sovata                                             | Str. Trandafirilor 133 46.6037°N 25.0897°E | 1929                                                        |                       | Raportează eroare |
| MS-II-m-A-15800 (RAN: 114462.01)               | Biserica reformată | sat aparținător Sântana de Mureș; oraș Sântana de Mureș | Str. Bisericii 109 | sec. XIII-XIV                                               | Alte imagini          | Raportează eroare |
| MS-II-m-B-15804                                | Biserica de lemn | sat aparținător Sfântu Gheorghe; oraș Iernut            | f.n. | sec. XIX                                                    | Alte imagini          | Raportează eroare |
| MS-II-m-A-15780 (RAN: 119215.03)               | Cetate de refugiu | sat Saschiz; comuna Saschiz                             | Pe platoul unui deal, la vest de localitate 46.19657°N 24.95206°E | sec. XIV - XVIII                                            | Alte imagini          | Raportează eroare |
| MS-II-s-A-15781                                | Situl rural Saschiz | sat Saschiz; comuna Saschiz                             | Sit delimitat cf. avizului de clasare 810/E/1998 al Ministerului Culturii | sec. XV - înc. sec. XX                                      |                       | Raportează eroare |
| MS-II-a-A-15782 (RAN: 119215.02)               | Ansamblul bisericii evanghelice fortificate | sat Saschiz; comuna Saschiz                             | 304 46.19416°N 24.95972°E | sec. XIV - XVIII                                            | Alte imagini          | Raportează eroare |
| MS-II-m-A-15782.01                             | Biserica evanghelică fortificată | sat Saschiz; comuna Saschiz                             | 304 | 1493 - 1525                                                 |                       | Raportează eroare |
| MS-II-m-A-15782.02                             | Incinta cu turnul-clopotniță | sat Saschiz; comuna Saschiz                             | 304 | turn sec. XIV, incintă 1493 - 1525, supraînălțare turn 1678 |                       | Raportează eroare |
| MS-II-m-A-15783 (RAN: 115931.05)               | Biserica de lemn „Înălțarea Domnului” | sat Săcalu de Pădure; comuna Brâncovenești              | 18, în cimitirul vechi | 1809                                                        | Alte imagini          | Raportează eroare |
| MS-II-a-A-15784                                | Ansamblul bisericii reformate | sat Sărățeni; comuna Sărățeni                           | 268 | sec. XV - XVIII                                             | Alte imagini          | Raportează eroare |
| MS-II-m-A-15784.01                             | Biserica reformată | sat Sărățeni; comuna Sărățeni                           | 268 | biserica sec. XVI, turn sec. XV - XVIII, ref. 1766          |                       | Raportează eroare |
| MS-II-m-A-15784.02                             | Zidul de incintă | sat Sărățeni; comuna Sărățeni                           | 268 | sec. XV - XVIII                                             |                       | Raportează eroare |
| MS-II-a-A-15785                                | Ansamblul bisericii de lemn „Sf. Arhangheli Mihail și Gavriil” | sat Sărmășel-Gară; oraș Sărmașu                         | Str. Republicii 8 | sec. XVII                                                   | Alte imagini          | Raportează eroare |
| MS-II-m-A-15785.01                             | Biserica de lemn „Sf. Arhangheli Mihail și Gavriil” | sat Sărmășel-Gară; oraș Sărmașu                         | Str. Republicii 8 | 1692                                                        |                       | Raportează eroare |
| MS-II-m-A-15785.02                             | Clopotniță | sat Sărmășel-Gară; oraș Sărmașu                         | Str. Republicii 8 | sec. XVII                                                   |                       | Raportează eroare |
| MS-II-m-A-15787                                | Biserica reformată | sat Sâncraiu de Mureș; comuna Sâncraiu de Mureș         | Str. Delureni 2 | sec. XIII (turn),1901 (biserică)                            | Alte imagini          | Raportează eroare |
| MS-II-m-A-15788 (RAN: 114391.04)               | Biserica romano-catolică | sat Sâncraiu de Mureș; comuna Sâncraiu de Mureș         | Str. Școlii 317 | sec. XIV - XVIII                                            | Alte imagini          | Raportează eroare |
| MS-II-m-B-15789                                | Castelul Mariaffi | sat Sângeorgiu de Mureș; comuna Sângeorgiu de Mureș     | Str. Principală 1225 46.57683°N 24.60187°E | 1870                                                        | Alte imagini          | Raportează eroare |
| MS-II-m-B-15793 (RAN: 117989.01)               | Biserica de lemn „Sf. Arhangheli” | sat Sânișor; comuna Livezeni                            | 83 | sec. XVIII                                                  | Alte imagini          | Raportează eroare |
| MS-II-m-A-15794 (RAN: 119509.01)               | Biserica de lemn „Sf. Arhangheli”, cu clopotnița | sat Sânmărghita; comuna Sânpaul                         | 122 | sec. XVIII                                                  | Alte imagini          | Raportează eroare |
| MS-II-m-A-15795 (RAN: 119108.01)               | Biserica de lemn „Sf. Arhangheli-Mănăstirea” | sat Sânmărtinu de Câmpie; comuna Râciu                  | 292 | sec. XVII                                                   | Alte imagini          | Raportează eroare |
| MS-II-a-A-15798 (RAN: 119475.02)               | Ansamblul castelului Haller | sat Sânpaul; comuna Sânpaul                             | 264 46.46293°N 24.34563°E | sec. XVII - XVIII                                           | Alte imagini          | Raportează eroare |
| MS-II-m-A-15798.01                             | Castelul Haller | sat Sânpaul; comuna Sânpaul                             | 264 | sec. XVII - XVIII                                           |                       | Raportează eroare |
| MS-II-m-A-15798.02                             | Grânar | sat Sânpaul; comuna Sânpaul                             | 264 A | sec. XVIII                                                  |                       | Raportează eroare |
| MS-II-m-A-15796 (RAN: 119475.04)               | Biserica romano-catolică | sat Sânpaul; comuna Sânpaul                             | 266 | sec. XIV - XVIII                                            | Alte imagini          | Raportează eroare |
| MS-II-m-A-15799 (RAN: 119536.01)               | Biserica reformată | sat Sânpetru de Câmpie; comuna Sânpetru de Câmpie       | Str. Ciurgău 113 46.71719°N 24.26167°E | sec. XIV                                                    | Alte imagini          | Raportează eroare |
| MS-II-m-A-15676 (RAN: 116876.04)               | Biserica unitariană | sat Sânvăsii; comuna Gălești                            | 16 46.12527°N 24.81805°E | sec. XIV - XV                                               | Alte imagini          | Raportează eroare |
| MS-II-m-B-15801                                | Casă țărănească | sat Sebeș; comuna Rușii Munți                           | Str. Principală 5 | înc. sec. XX                                                |                       | Raportează eroare |
| MS-II-a-A-15802                                | Ansamblul bisericii evanghelice fortificate | sat Seleuș; comuna Zagăr                                | 73 46.245°N 24.6922°E | sec. XV - XVIII                                             | Alte imagini          | Raportează eroare |
| MS-II-m-A-15802.01                             | Biserica evanghelică | sat Seleuș; comuna Zagăr                                | 73 | sec. XV - XVI, transf.1678 și 1795                          | Alte imagini          | Raportează eroare |
| MS-II-m-A-15802.02                             | Incinta și turnul-clopotniță | sat Seleuș; comuna Zagăr                                | 73 | turn 1758, incinta 1759                                     |                       | Raportează eroare |
| MS-II-a-B-15803                                | Ansamblul bisericii evanghelice fortificate | sat Senereuș; comuna Bălăușeri                          | 78 | sec. XVI - XIX                                              | Alte imagini          | Raportează eroare |
| MS-II-m-B-15803.01                             | Biserica evanghelică | sat Senereuș; comuna Bălăușeri                          | 78 | 1870 - 1873                                                 |                       | Raportează eroare |
| MS-II-m-B-15803.02                             | Incinta fortificată, cu turnurile | sat Senereuș; comuna Bălăușeri                          | 78 | sec. XVI - XVIII                                            |                       | Raportează eroare |
| MS-II-m-A-16034 (RAN: 116974.01)               | Biserica de lemn „Sf. Arhangheli”, cu clopotnița | sat Sub Pădure; comuna Gănești                          | „Dealul Bisericii”, în centrul comunei | sec. XVII, absidă sec. XVIII                                |                       | Raportează eroare |
| MS-II-m-A-16035 (RAN: 119670.01)               | Biserica unitariană | sat Suplac; comuna Suplac                               | Str. Principală 82 | 1699                                                        | Alte imagini          | Raportează eroare |
| MS-II-m-A-16036 (RAN: 119732.01)               | Ruinele bisericii reformate | sat Suseni; comuna Suseni                               | Str. Principală 160 | sec. XVI                                                    |                       | Raportează eroare |
| MS-III-m-A-16083                               | Turnul „La Chip” | municipiul Sighișoara                                   | „La Podei”, pe șoseaua Sighișoara-Mediaș | 1469                                                        | Încarcă foto \| video | Raportează eroare |
| MS-III-m-B-16084                               | Bustul lui Zaharia Boiu | municipiul Sighișoara                                   | Str. Boiu Zaharia, lângă biserica ortodoxă „Intrarea Maicii Domnului în Biserică” | 1937                                                        |                       | Raportează eroare |
| MS-III-m-B-16085                               | Bustul lui Ilarie Chendi | municipiul Sighișoara                                   | Str. Chendi Ilarie, în grădina publică | sec. XX                                                     | Încarcă foto \| video | Raportează eroare |
| MS-IV-m-B-16112                                | Mormântul botanistului Johann Christian Baumgarten | municipiul Sighișoara                                   | în cimitirul evanghelic de pe dealul Cetății | sec. XIX                                                    | Încarcă foto \| video | Raportează eroare |
| MS-IV-m-B-16110                                | Mormântul lui Ioan Duma | sat Săcalu de Pădure; comuna Brâncovenești              | în cimitir | sec. XIX                                                    | Încarcă foto \| video | Raportează eroare |
| MS-IV-m-B-16111                                | Mormântul lui Mihail Fulea | sat Săcalu de Pădure; comuna Brâncovenești              | în cimitir | sec. XIX                                                    | Încarcă foto \| video | Raportează eroare |
| MS-IV-m-A-15797 (RAN: 119475.03)               | Capela Haller | sat Sânpaul; comuna Sânpaul                             | În cimitir | 1745 - 1760                                                 | Alte imagini          | Raportează eroare |